# Hieroceryx pseudoglomiger
Hieroceryx pseudoglomiger là một loài tò vò trong họ Ichneumonidae.